# Festival Eurovisão da Canção 1975
O Festival Eurovisão da Canção 1975 (em inglês: Eurovision Song Contest 1975, em francês: Concours Eurovision de la chanson 1975 e em sueco: Eurovisionens Melodi Festival 1975)  foi o 20º Festival Eurovisão da Canção e realizou-se em 22 de março de 1975 em Estocolmo.  Karin Falck foi a apresentadora do festival que foi ganho pela banda Teach-In que representou os Países Baixos, com a canção "Ding-a-dong". Esta edição do festival é marcada pela consequência de diversos conflitos políticos que ocorriam a época. Um dos casos mais notórios é o de Portugal, que na altura vivia em pleno PREC (Processo Revolucionário em Curso,que é o período de transição entre a Revolução dos Cravos e a Constituinte de 1976), foi representado pelo Capitão Duarte Mendes, um dos "Capitães de Abril". Mendes,queria se apresentar de uniforme militar,algo que quebrava as regras do concurso,já que a  EBU prefere distanciar-se dos acontecimentos políticos que acontecem no mundo durante a época do Festival.Para não infrigir o regulamento,Mendes se apresentou com um cravo na lapela.
Foi neste ano que o sistema de votação ainda hoje em vigor foi criado, com os países a pontuarem as canções com 12, 10, 8, 7, 6, 5, 4, 3, 2 e 1 ponto, por ordem de preferência.

## Local

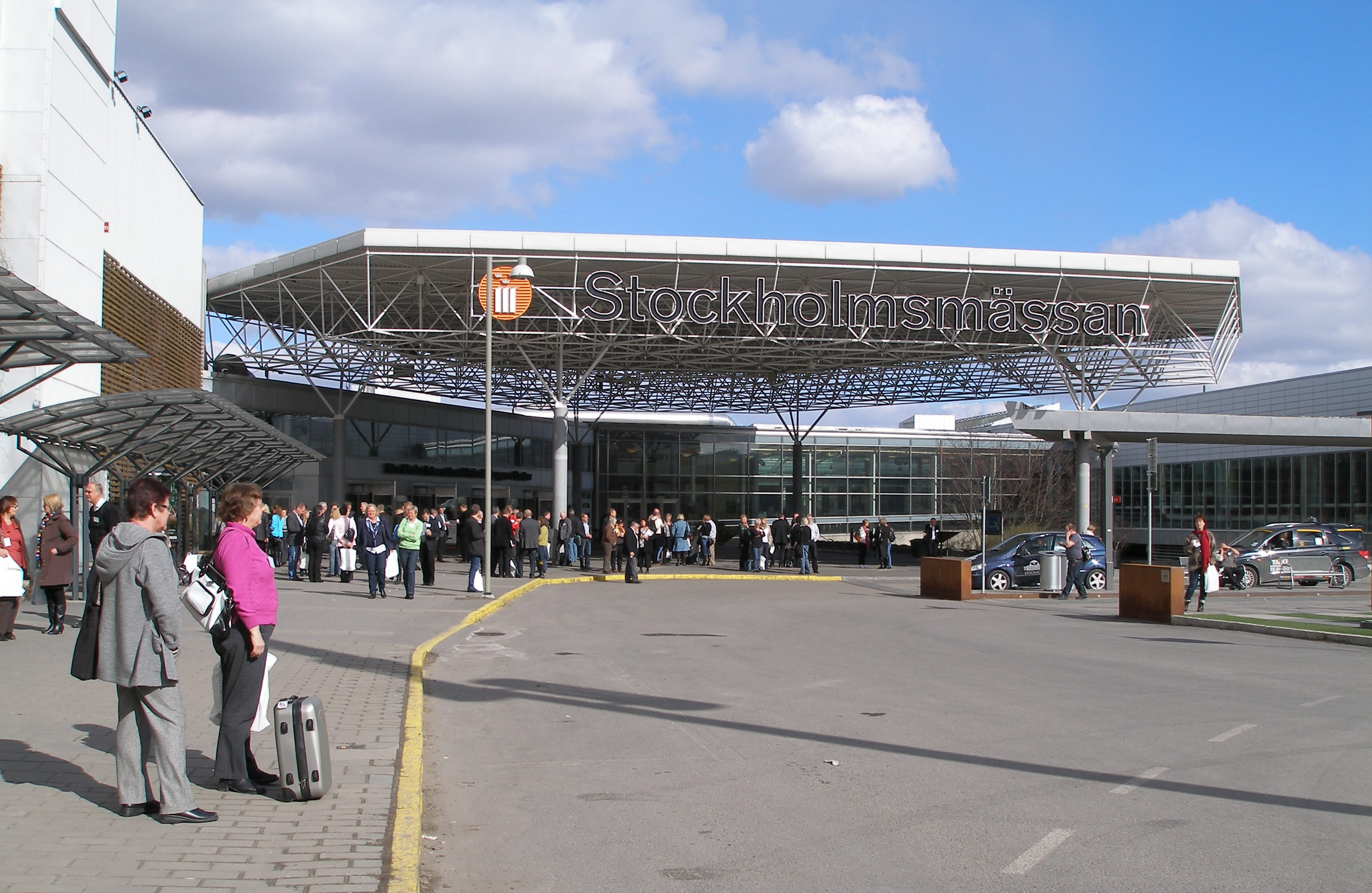
Stockholmsmässan, em Estocolmo, na Suécia.

O Festival Eurovisão da Canção 1975 ocorreu em Estocolmo, na Suécia. Estocolmo  é a capital e maior cidade da Suécia. É a sede do governo sueco, representado na figura do Riksdagen, o parlamento nacional do país, além de ser a residência oficial dos membros da monarquia sueca. Estocolmo é o maior e mais importante centro urbano, cultural, político, financeiro, comercial e administrativo da Suécia desde o século XIII. Sua localização estratégica sobre 14 ilhas no centro-sul da costa leste da Suécia, ao longo do Lago Malar, é historicamente importante. Uma vez que a capital sueca está situada sobre ilhas conhecidas por sua beleza, a cidade é destino de turistas de todo o mundo, tendo sido apelidada nos últimos anos de "Veneza do Norte". Estocolmo é conhecida pelos seus edifícios e monumentos extremamente bem preservados, por seus arborizados parques, por sua riquíssima vida cultural e gastronômica, e pela gigantesca qualidade de vida que oferece a seus moradores. Há décadas, Estocolmo figura como uma das cidades mais visitadas dos países nórdicos, com mais de um milhão de turistas internacionais anualmente. Nos últimos anos, tem sido citada entre as cidades mais "habitáveis" do mundo, sendo uma das mais limpas, organizadas e seguras do mundo.
O local escolhido foi o Stockholmsmässan, que é o maior pavilhão de feiras e exposições do país. O hall central foi construído em 1941 e encontra-se em Älvsjö, um subúrbio no sul de Estocolmo.A época a capacidade deste hall era de 4 mil pessoas.

## Formato
Com o regresso de Malta e França, a estreia da Turquia (o que forçou a retirada da Grécia,motivada pela Invasão turca de Chipre no ano anterior).
Esta edição é marcada pela aumento das medidas de segurança,devido a avisos feitos pelo exército do Reino Unido de que eventualmente o festival seria alvo de atentados terroristas. No entanto, foi a embaixada da República Federal da Alemanha em Estocolmo, que foi vítima, um mês depois, do ataque e de uma sangrenta tomada de reféns.
Antes mesmo do inicio do festival,as autoridades suecas estavam insatisfeitas com o fato de que estariam arcando sozinhas com os custos do evento e queriam dividir os custos de forma justa entre todos os países participantes.Mas,as negociações não avançaram e a emissora local,foi forçada a arcar com os custos. Este fato causou diversas criticas por parte da opinião pública do país,o que o posteriormente causou uma onda de protestos e motivou a realização de um festival alternativo em Estocolmo. O mote deste festival era de que a Eurovisão havia se tornado algo "comercial" demais. Diversos artistas que estavam envolvidos com a competição foram convidados,mas devido aos compromissos contratuais não puderam participar.Alguns meses mais tarde,a EBU foi informada de que devido aos altos custos relacionados a organização deste concurso a SR não iria participar do festival do ano seguinte.Isso forçou uma grande mudança de regras para o 1977 em que os custos de organização seriam repartidos entre as emissoras participantes.Mas,mesmo com essas mudanças nas regras a SR não transmitiu o festival de 1976
O sorteio da ordem de execução ocorreu em 24 de janeiro de 1975 na sede da UER em Genebra. Os ensaios começaram na quarta-feira, 19 de março de 1975, três dias antes da final.

## Visual
O filme introdutório apresentava a história da Suécia, desde dos vikings ao pin-up contemporâneo, terminando com uma vista do porto de Estocolmo.
A orquestra, dirigida por Mats Olsson, estava num buraco ao pé do palco. O palco, desenhado por Bo Ruben Hedwall, tinha um fundo azul escuro, na frente do qual foram colocados cinco painéis móveis trapezoidais. Esses painéis estavam numa gradação de cores, variando do azul escuro ao branco, passando também por bandas de céu azul, azul escuro e prata.
A apresentadora foi Karin Falck. Ela falou aos espectadores em sueco, inglês e francês, apresentando algumas dificuldades neste dois últimos idiomas.
Os cartões postais mostravam os artistas que participavam numa oficina de pintura. Numa tela branca, eles foram levados a pintar um auto retrato com as cores da bandeira de seus países
O intervalo foi ocupado por um vídeo intitulado "The World of John Bauer" (O Mundo de John Brauer). Foi uma sucessão de imagens, folheando várias pinturas do pintor sueco John Bauer, todas expostas no museu de Jönköping, a cidade berço do artista. O acompanhamento musical foi feito ao vivo pela orquestra.
O festival durou duas horas e 14 minutos, sendo a primeira vez em que o mesmo ultrapassou duas horas. Ao mesmo tempo, foi transmitido para 34 países, mais notavelmente para os países da então Cortina de Ferro, Hong Kong, Islândia, Japão, Jordânia, entre outros. Os técnicos da televisão sueca recusaram-se a transmitir o festival via satélite para o Chile, onde o TVN (membro associado da União Europeia de Radiodifusão) estava se preparando para a transmissão. A recusa por parte dos técnicos suecos foi uma forma de protesto à Ditadura militar de Augusto Pinochet, que regia o país desde o 1973

## Votação
Depois de diversas controvérsias e polémicas, um novo sistema de votação foi criado. Assim, cada país tinha um júri composto por 11 elementos (seis tinham de ter entre 16 e 26 anos e cinco entre 26 e 55), em que cada jurado teve que alocar entre um e cinco pontos para cada música (excepto obviamente a do seu país),sendo vedadas abstenções. No fim, a canção melhor classificada receberia 12 pontos, a segunda 10, a terceira 8, a quarta 7, e assim sucessivamente até à décima mais votada, que receberia 1 ponto. Os primeiros "doze ponto" da história da competição foram concedidos pelos Países Baixos ao Luxemburgo. Ao passar do tempo,este procedimento provou ser mais longo, mas mais justo e emocionante para o seu desenvolvimento.
Ao contrário do que acontece atualmente,a pontuação não era divulgada em ordem crescente (de 1 a 12),mas sim na ordem na qual as canções se apresentavam.O atual processo de divulgação das notas começaria três anos mais tarde em 1980,em Haia. Esta forma seria mantida até 1996, mesmo havendo mudanças no número de membros do júri (entre 1975 e 1987 eram 11 e entre 1987 e 1996 eram 16) e em alguns anos as notas dadas por cada jurado variavam entre 1 a 10. Em 1997,os jurados de cinco países foram substituídos pelo televoto e no período de 1998 a 2008 todos os países foram incentivados,quando possível a realizarem suas votaçõesp or meio de televoto.
Na final da edição de 2009, os júris foram reintroduzidos e tinham o peso de 50% das decisões finais de cada país participantes,os outros 50% vinham do televoto.Mas mesmo assim,o sistema "12 pontos" foi mantido até 2015.Em 2016,um novo sistema de votação foi introduzido,em que o jurado técnico de cada país e o tele-voto operam de forma separada,dando dois conjuntos de 12 por país,entretanto,ele foi modelado após este processo.
O supervisor delegado pela UER foi, mais uma vez, Clifford Brown.
Devido a problemas técnicos,foram registrados dois grandes problemas durante a votação.O primeiro foi no momento em que o júri israelense seria contactado e o sinal telefônico caiu diversas vezes. Em segundo lugar, uma falha eletrônica no placar,quando o júri monegasco anunciou que dava 3 pontos a Turquia,mas que foram marcados para Israel.
Por diversos momentos da votação, a apresentadora mostrou algumas dificuldade com o novo método,changando ao ponto de não usar o francês por diversos momentos chegando a perguntar para o supervisor  "Como é que se diz sete em francês?".
Uma grande novidade neste ano,foi a transmissão dos artistas na "green room",durante vários momentos,o foco era nos artistas que lideravam a votação como foi o caso de Géraldine, The Shadows e Teach-In apareceram.
Ao contrário do ano anterior, a ordem de votação correspondeu à ordem de atuação.

## Participações individuais
Predefinição:Participações Individuais ESC1975

## Participações

Países participantes

| País            | Título original da Canção        | Artista                  | Processo                                       | Data da Selecção        |
| País            | Tradução em Português            | Idiomas de Interpretação | Processo                                       | Data da Selecção        |
| --------------- | -------------------------------- | ------------------------ | ---------------------------------------------- | ----------------------- |
| Alemanha        | "Ein Lied kann eine Brücke sein" | Joy Fleming              | Ein lied für Stockholm 1975                    | 3 de fevereiro de 1975  |
| Alemanha        | Uma canção pode ser uma ponte    | Alemão & Inglês          | Ein lied für Stockholm 1975                    | 3 de fevereiro de 1975  |
| Bélgica         | "Gelukkig zijn"                  | Ann Christy              | Eurosong 1975                                  | 1 de março de 1975      |
| Bélgica         | Ser feliz                        | Holandês & Inglês        | Eurosong 1975                                  | 1 de março de 1975      |
| Estado espanhol | "Tú volverás"                    | Sergio & Estíbaliz       | Seleção interna                                | -                       |
| Estado espanhol | Voltarás                         | Castelhano               | Seleção interna                                | -                       |
| Finlândia       | "Old Man Fiddle"                 | Pihasoittajat            | Euroviisut 1975                                | 8 de fevereiro de 1975  |
| Finlândia       | Velho violinista                 | Inglês                   | Euroviisut 1975                                | 8 de fevereiro de 1975  |
| França          | "Et bonjour à toi l'artiste"     | Nicole Rieu              | Sélection française 1975                       | -                       |
| França          | E um bom dia para ti artista     | Francês                  | Sélection française 1975                       | -                       |
| Irlanda         | "That's What Friends Are For"    | The Swarbriggs           | Irish Final 1975                               | 9 de fevereiro de 1975  |
| Irlanda         | É para isso que os amigos servem | Inglês                   | Irish Final 1975                               | 9 de fevereiro de 1975  |
| Israel          | "At Ve'Ani" (את ואני)            | Shlomo Artzi             | Seleção interna                                | -                       |
| Israel          | Tu e Eu                          | Hebreu                   | Seleção interna                                | -                       |
| Itália          | "Era"                            | Wess & Dori Ghezzi       | Seleção interna                                | -                       |
| Itália          | Era                              | Italiana                 | Seleção interna                                | -                       |
| Iugoslávia      | "Dan ljubezni"                   | Pepel In Kri             | Pjesma Eurovizije 1975                         | 15 de fevereiro de 1975 |
| Iugoslávia      | Um dia de amor                   | Esloveno                 | Pjesma Eurovizije 1975                         | 15 de fevereiro de 1975 |
| Luxemburgo      | "Toi"                            | Geraldine                | Selecção Interna                               | -                       |
| Luxemburgo      | Tu                               | Francês                  | Selecção Interna                               | -                       |
| Malta           | "Singing This Song"              | Renato                   | Final nacional                                 | 5 de fevereiro de 1975  |
| Malta           | Cantando esta canção             | Inglês                   | Final nacional                                 | 5 de fevereiro de 1975  |
| Mónaco          | "Une chanson c'est une lettre"   | Sophie                   | Seleção interna                                | -                       |
| Mónaco          | Uma canção é uma carta           | Francês                  | Seleção interna                                | -                       |
| Noruega         | "Touch My Life (With Summer)"    | Ellen Nikolaysen         | Melodi Grand Prix 1975                         | 25 de janeiro de 1975   |
| Noruega         | Toca na minha vida (com verão)   | Inglês                   | Melodi Grand Prix 1975                         | 25 de janeiro de 1975   |
| Países Baixos   | "Ding-a-dong"                    | Teach-In                 | Nationaal Songfestival 1975                    | 26 de fevereiro de 1975 |
| Países Baixos   | Ding-a-dong                      | Inglês                   | Nationaal Songfestival 1975                    | 26 de fevereiro de 1975 |
| Portugal        | "Madrugada"                      | Duarte Mendes            | Grande Prémio TV da Canção Portuguesa 1975     | 15 de fevereiro de 1975 |
| Portugal        | Madrugada                        | Português                | Grande Prémio TV da Canção Portuguesa 1975     | 15 de fevereiro de 1975 |
| Reino Unido     | "Let Me Be the One"              | The Shadows              | A song for Europe 1975                         | 15 de fevereiro de 1975 |
| Reino Unido     | Deixa-me ser aquele              | Inglês                   | A song for Europe 1975                         | 15 de fevereiro de 1975 |
| Suécia          | "Jennie, Jennie"                 | Lasse Berghagen          | Melodifestivalen 1975                          | 15 de fevereiro de 1975 |
| Suécia          | Jennie, Jennie                   | Inglês                   | Melodifestivalen 1975                          | 15 de fevereiro de 1975 |
| Suíça           | "Mikado"                         | Simone Drexel            | Finale suisse 1975                             | 21 de fevereiro de 1975 |
| Suíça           | Mikado                           | Alemão                   | Finale suisse 1975                             | 21 de fevereiro de 1975 |
| Turquia         | "Seninle Bir Dakika"             | Semiha Yankı             | Eurovision Şarkı Yarışması Türkiye Finali 1975 | 9 de fevereiro de 1975  |
| Turquia         | Um minuto contigo                | Turco                    | Eurovision Şarkı Yarışması Türkiye Finali 1975 | 9 de fevereiro de 1975  |

## Festival
| #   | País            | Idioma            | Artista            | Canção                           | Lugar | Pontuação |
| --- | --------------- | ----------------- | ------------------ | -------------------------------- | ----- | --------- |
| 1º  | Países Baixos   | Inglês            | Teach-In           | "Ding-a-dong"                    | 1º    | 152       |
| 2º  | Irlanda         | Inglês            | The Swarbriggs     | "That's What Friends Are For"    | 9º    | 68        |
| 3º  | França          | Francês           | Nicole Rieu        | "Et bonjour à toi l'artiste"     | 4º    | 91        |
| 4º  | Alemanha        | Alemão & Inglês   | Joy Fleming        | "Ein Lied kann eine Brücke sein" | 17º   | 15        |
| 5º  | Luxemburgo      | Francês           | Geraldine          | "Toi"                            | 5º    | 84        |
| 6º  | Noruega         | Inglês            | Ellen Nikolaysen   | "Touch My Life (With Summer)"    | 18º   | 11        |
| 7º  | Suíça           | Alemão            | Simone Drexel      | "Mikado"                         | 6º    | 77        |
| 8º  | Iugoslávia      | Esloveno          | Pepel In Kri       | "Dan ljubezni"                   | 13º   | 22        |
| 9º  | Reino Unido     | Inglês            | The Shadows        | "Let Me Be the One"              | 2º    | 138       |
| 10º | Malta           | Inglês            | Renato             | "Singing This Song"              | 12º   | 32        |
| 11º | Bélgica         | Holandês & Inglês | Ann Christy        | "Gelukkig zijn"                  | 15º   | 17        |
| 12º | Israel          | Hebraico          | Shlomo Artzi       | "At Ve'Ani" (את ואני)            | 11º   | 40        |
| 13º | Turquia         | Turco             | Semiha Yankı       | "Seninle Bir Dakika"             | 19º   | 3         |
| 14º | Mónaco          | Francês           | Sophie             | "Une chanson c'est une lettre"   | 14º   | 22        |
| 15º | Finlândia       | Inglês            | Pihasoittajat      | "Old Man Fiddle"                 | 7º    | 74        |
| 16º | Portugal        | Português         | Duarte Mendes      | "Madrugada"                      | 16º   | 16        |
| 17º | Estado espanhol | Castelhano        | Sergio & Estíbaliz | "Tú volverás"                    | 10º   | 53        |
| 18º | Suécia          | Inglês            | Lasse Berghagen    | "Jennie, Jennie"                 | 8º    | 72        |
| 19º | Itália          | Italiano          | Wess & Dori Ghezzi | "Era"                            | 3º    | 115       |

### Resultados
A ordem de votação no Festival Eurovisão da Canção 1975, foi a seguinte:

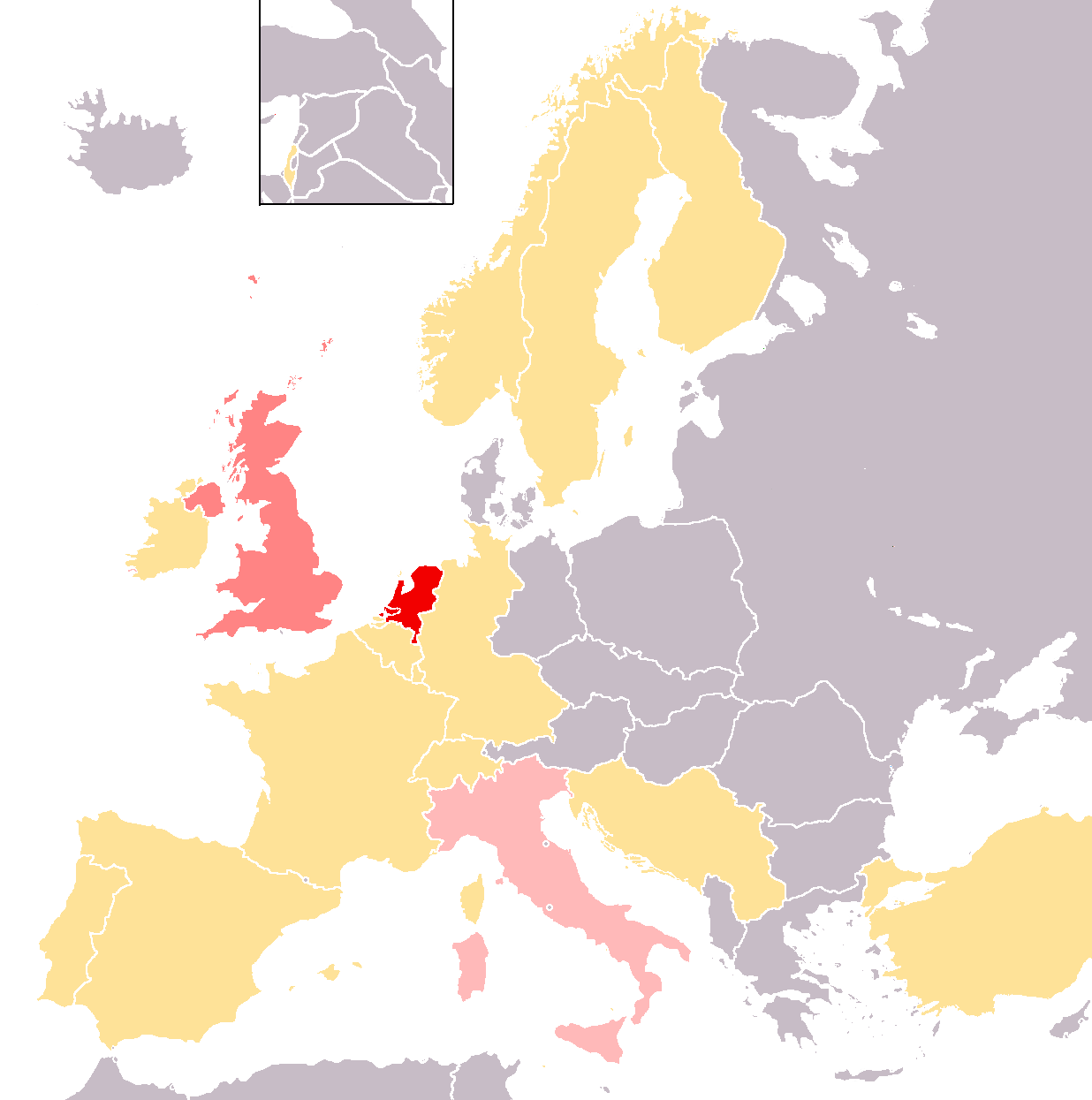
Vencedor
2º classificado
3º classificado

| Países Votantes | Países Pontuados | Países Pontuados     | Países Pontuados | Países Pontuados | Países Pontuados | Países Pontuados | Países Pontuados | Países Pontuados                              | Países Pontuados | Países Pontuados | Países Pontuados | Países Pontuados | Países Pontuados | Países Pontuados | Países Pontuados | Países Pontuados | Países Pontuados | Países Pontuados | Países Pontuados |
| --------------- | ---------------- | -------------------- | ---------------- | ---------------- | ---------------- | ---------------- | ---------------- | --------------------------------------------- | ---------------- | ---------------- | ---------------- | ---------------- | ---------------- | ---------------- | ---------------- | ---------------- | ---------------- | ---------------- | ---------------- |
| Países Votantes | Países Baixos    | República da Irlanda | França           | Alemanha         | Luxemburgo       | Noruega          | Suíça            | República Socialista Federativa da Iugoslávia | Reino Unido      | Malta            | Bélgica          | Israel           | Turquia          | Mónaco           | Finlândia        | Portugal         | Espanha          | Suécia           | Itália           |
| Países Baixos   |                  | 6                    | 8                |                  | 12               | 2                | 7                | 3                                             | 4                | 1                | 5                | 10               |                  |                  |                  |                  |                  |                  |                  |
| Irlanda         | 8                |                      | 12               |                  | 10               |                  | 2                | 4                                             | 3                |                  |                  | 1                |                  |                  | 5                |                  | 7                |                  | 6                |
| França          | 5                | 6                    |                  |                  | 3                |                  | 10               |                                               | 12               | 8                |                  | 1                |                  |                  |                  | 2                |                  | 7                | 4                |
| Alemanha        | 8                |                      |                  |                  |                  |                  | 6                | 2                                             | 10               |                  | 7                | 1                |                  | 3                | 12               |                  | 5                |                  | 4                |
| Luxemburgo      | 10               |                      |                  | 8                |                  |                  | 2                |                                               | 12               | 5                |                  | 1                |                  | 4                | 6                |                  |                  | 7                | 3                |
| Noruega         | 12               | 4                    |                  |                  |                  |                  | 1                |                                               | 7                | 2                |                  | 5                |                  |                  | 10               |                  | 3                | 8                | 6                |
| Suíça           | 6                | 7                    | 3                |                  |                  |                  |                  |                                               | 8                | 4                |                  | 2                |                  |                  | 12               |                  | 5                | 1                | 10               |
| Iugoslávia      | 8                | 1                    |                  |                  | 7                |                  |                  |                                               | 12               | 2                | 3                |                  |                  |                  | 5                |                  | 4                | 6                | 10               |
| Reino Unido     | 12               | 6                    | 8                |                  | 3                |                  | 5                |                                               |                  |                  |                  | 1                |                  | 2                | 4                |                  |                  | 7                | 10               |
| Malta           | 12               | 4                    | 7                | 3                | 5                |                  | 6                |                                               | 8                |                  |                  |                  |                  | 1                |                  |                  |                  | 2                | 10               |
| Bélgica         | 3                | 12                   | 2                |                  |                  |                  | 8                | 5                                             | 10               | 7                |                  | 1                |                  |                  |                  |                  | 4                |                  | 6                |
| Israel          | 12               |                      | 7                |                  | 6                |                  |                  |                                               | 10               | 1                |                  |                  |                  | 2                | 8                |                  | 4                | 3                | 5                |
| Turquia         | 4                |                      | 1                |                  | 5                |                  | 7                |                                               |                  | 2                |                  | 6                |                  |                  |                  | 12               | 3                | 8                | 10               |
| Mónaco          | 10               |                      | 7                |                  |                  | 2                | 5                |                                               | 12               |                  |                  |                  | 3                |                  | 8                |                  | 4                | 6                | 1                |
| Finlândia       | 10               | 1                    |                  |                  | 5                |                  | 4                |                                               | 7                |                  |                  | 3                |                  | 2                |                  |                  | 8                | 6                | 12               |
| Portugal        | 7                | 4                    | 12               |                  | 8                |                  | 2                | 1                                             | 5                |                  |                  |                  |                  | 3                |                  |                  |                  | 6                | 10               |
| Estado espanhol | 12               | 3                    | 8                | 4                | 6                |                  |                  |                                               | 10               |                  |                  |                  |                  |                  | 1                | 2                |                  | 5                | 7                |
| Suécia          | 12               | 10                   | 8                |                  | 4                |                  |                  | 7                                             | 5                |                  | 2                | 6                |                  |                  | 3                |                  |                  |                  | 1                |
| Itália          | 1                | 4                    | 8                |                  | 10               | 7                | 12               |                                               | 3                |                  |                  | 2                |                  | 5                |                  |                  | 6                |                  |                  |
| Total           | 152              | 68                   | 91               | 15               | 84               | 11               | 77               | 22                                            | 138              | 32               | 17               | 40               | 3                | 22               | 74               | 16               | 53               | 72               | 115              |
| Lugar           | 1º               | 9º                   | 4º               | 17º              | 5º               | 18º              | 6º               | 13º                                           | 2º               | 12º              | 15º              | 11º              | 19º              | 13º              | 7º               | 16º              | 10º              | 8º               | 3º               |
| Países Votantes | Países Baixos    | República da Irlanda | França           | Alemanha         | Luxemburgo       | Noruega          | Suíça            | República Socialista Federativa da Iugoslávia | Reino Unido      | Malta            | Bélgica          | Israel           | Turquia          | Mónaco           | Finlândia        | Portugal         | Espanha          | Suécia           | Itália           |
| Países Votantes | Países Pontuados |                      |                  |                  |                  |                  |                  |                                               |                  |                  |                  |                  |                  |                  |                  |                  |                  |                  |                  |

| Países Votantes | Países Pontuados | Países Pontuados     | Países Pontuados | Países Pontuados | Países Pontuados | Países Pontuados | Países Pontuados | Países Pontuados                              | Países Pontuados | Países Pontuados | Países Pontuados | Países Pontuados | Países Pontuados | Países Pontuados | Países Pontuados | Países Pontuados | Países Pontuados | Países Pontuados | Países Pontuados |
| --------------- | ---------------- | -------------------- | ---------------- | ---------------- | ---------------- | ---------------- | ---------------- | --------------------------------------------- | ---------------- | ---------------- | ---------------- | ---------------- | ---------------- | ---------------- | ---------------- | ---------------- | ---------------- | ---------------- | ---------------- |
| Países Votantes | Países Baixos    | República da Irlanda | França           | Alemanha         | Luxemburgo       | Noruega          | Suíça            | República Socialista Federativa da Iugoslávia | Reino Unido      | Malta            | Bélgica          | Israel           | Turquia          | Mónaco           | Finlândia        | Portugal         | Espanha          | Suécia           | Itália           |
| Países Baixos   | 0                | 6                    | 8                | 0                | 12               | 2                | 7                | 3                                             | 4                | 1                | 5                | 10               | 0                | 3                | 0                | 0                | 0                | 0                | 6                |
| Irlanda         | 8                | 6                    | 20               | 0                | 22               | 2                | 9                | 7                                             | 7                | 1                | 5                | 11               | 0                | 3                | 5                | 0                | 7                | 0                | 6                |
| França          | 13               | 12                   | 20               | 0                | 25               | 2                | 19               | 7                                             | 19               | 9                | 5                | 12               | 0                | 3                | 5                | 2                | 7                | 7                | 10               |
| Alemanha        | 21               | 12                   | 20               | 0                | 25               | 2                | 25               | 9                                             | 29               | 9                | 12               | 13               | 0                | 3                | 17               | 2                | 12               | 7                | 14               |
| Luxemburgo      | 31               | 12                   | 20               | 8                | 25               | 2                | 27               | 9                                             | 41               | 14               | 12               | 14               | 0                | 7                | 23               | 2                | 12               | 14               | 17               |
| Noruega         | 43               | 16                   | 20               | 8                | 25               | 2                | 28               | 9                                             | 48               | 16               | 12               | 19               | 0                | 7                | 33               | 2                | 15               | 22               | 23               |
| Suíça           | 49               | 23                   | 23               | 8                | 25               | 2                | 28               | 9                                             | 56               | 20               | 12               | 21               | 0                | 7                | 45               | 2                | 20               | 23               | 33               |
| Iugoslávia      | 57               | 24                   | 23               | 8                | 32               | 2                | 28               | 9                                             | 68               | 22               | 15               | 21               | 0                | 7                | 50               | 2                | 24               | 29               | 43               |
| Reino Unido     | 69               | 30                   | 31               | 8                | 35               | 2                | 33               | 9                                             | 68               | 22               | 15               | 22               | 0                | 9                | 54               | 2                | 24               | 36               | 53               |
| Malta           | 81               | 34                   | 38               | 11               | 40               | 2                | 39               | 9                                             | 76               | 22               | 15               | 22               | 0                | 10               | 54               | 2                | 24               | 38               | 63               |
| Bélgica         | 84               | 46                   | 40               | 11               | 40               | 2                | 47               | 14                                            | 86               | 29               | 15               | 23               | 0                | 10               | 54               | 2                | 28               | 38               | 69               |
| Israel          | 96               | 46                   | 47               | 11               | 46               | 2                | 47               | 14                                            | 96               | 30               | 15               | 23               | 0                | 12               | 62               | 2                | 32               | 41               | 74               |
| Turquia         | 100              | 46                   | 48               | 11               | 51               | 2                | 54               | 14                                            | 96               | 32               | 15               | 29               | 0                | 12               | 62               | 14               | 35               | 49               | 84               |
| Mónaco          | 110              | 46                   | 55               | 11               | 51               | 4                | 59               | 14                                            | 108              | 32               | 15               | 29               | 3                | 12               | 70               | 14               | 39               | 55               | 85               |
| Finlândia       | 120              | 47                   | 55               | 11               | 56               | 4                | 63               | 14                                            | 115              | 32               | 15               | 32               | 3                | 14               | 70               | 14               | 47               | 61               | 97               |
| Portugal        | 127              | 51                   | 67               | 11               | 64               | 4                | 65               | 15                                            | 120              | 32               | 15               | 32               | 3                | 17               | 70               | 14               | 47               | 67               | 107              |
| Estado espanhol | 139              | 54                   | 75               | 15               | 70               | 4                | 65               | 15                                            | 130              | 32               | 15               | 32               | 3                | 17               | 71               | 16               | 47               | 72               | 114              |
| Suécia          | 151              | 64                   | 83               | 15               | 74               | 4                | 65               | 22                                            | 135              | 32               | 17               | 38               | 3                | 17               | 74               | 16               | 47               | 72               | 115              |
| Itália          | 152              | 68                   | 91               | 15               | 84               | 11               | 77               | 22                                            | 138              | 32               | 17               | 40               | 3                | 22               | 74               | 16               | 53               | 72               | 115              |
| Lugar           | 1º               | 9º                   | 4º               | 17º              | 5º               | 18º              | 6º               | 13º                                           | 2º               | 12º              | 15º              | 11º              | 19º              | 13º              | 7º               | 16º              | 10º              | 8º               | 3º               |
| Países Votantes | Países Baixos    | República da Irlanda | França           | Alemanha         | Luxemburgo       | Noruega          | Suíça            | República Socialista Federativa da Iugoslávia | Reino Unido      | Malta            | Bélgica          | Israel           | Turquia          | Mónaco           | Finlândia        | Portugal         | Espanha          | Suécia           | Itália           |
| Países Votantes | Países Pontuados |                      |                  |                  |                  |                  |                  |                                               |                  |                  |                  |                  |                  |                  |                  |                  |                  |                  |                  |

#### 12 pontos
Os países que receberam 12 pontos foram os seguintes:
| # | Países Pontuados | Países Votantes                                      |
| - | ---------------- | ---------------------------------------------------- |
| 6 | Países Baixos    | Espanha, Israel, Malta, Noruega, Reino Unido, Suécia |
| 4 | Reino Unido      | França, Jugoslávia, Luxemburgo, Mónaco               |
| 2 | Finlândia        | Alemanha, Suíça                                      |
| 2 | França           | Irlanda, Portugal                                    |
| 1 | Irlanda          | Bélgica                                              |
| 1 | Itália           | Finlândia                                            |
| 1 | Luxemburgo       | Países Baixos                                        |
| 1 | Portugal         | Turquia                                              |
| 1 | Suíça            | Itália                                               |

### Maestros
Em baixo encontra-se a lista de maestros que conduziram a orquestra, na respectiva actuação de cada país concorrente.
| País              | Maestro              |
| ----------------- | -------------------- |
| Países Baixos     | Harry van Hoof       |
| Irlanda           | Colman Pearce        |
| França            | Jean Musy            |
| Alemanha          | Rainer Pietsch       |
| Luxemburgo        | Phil Coulter         |
| Noruega           | Carsten Klouman      |
| Suíça             | Peter Jacques        |
| Iugoslávia        | Mario Rijavec        |
| Reino Unido       | Alyn Ainsworth       |
| Malta             | Vince Tempera        |
| Bélgica           | Francis Bay          |
| Israel            | Eldad Shrim          |
| Turquia           | Timur Selçuk         |
| Mónaco            | André Popp           |
| Finlândia         | Ossi Runne           |
| Portugal          | Pedro Osório         |
| Estado espanhol   | Juan Carlos Calderón |
| Suécia            | Lars Samuelson       |
| Itália            | Pier Natale Massara  |
| Maestro anfitrião | Mats Olsson          |

## Artistas repetentes
Em 1975, os repetentes foram:
| País (1975) | Foto | Artista          | Ano Anterior                            | País Representado | Canção             | Tradução              | Pontuação | Classificação |
| ----------- | ---- | ---------------- | --------------------------------------- | ----------------- | ------------------ | --------------------- | --------- | ------------- |
| Noruega     |      | Ellen Nikolaysen | ESC 1973 (com parte dos Bendik Singers) | Noruega           | "It's Just a Game" | Isto é apenas um jogo | 89        | 7º            |